# Автошлях Т 0610
Автошля́х Т 0610 — автомобільний шлях територіального значення у Житомирській, Вінницькій та Хмельницькій областях. Пролягає територією Житомирського, Хмільницького, Вінницького, Хмельницького, Жмеринського та Кам'янець-Подільського районів через Любар — Хмільник — Луку-Барську — Бар — Нову Ушицю. Загальна довжина — 161,8 км.

## Маршрут
Автошлях проходить через такі населені пункти:
| Автошлях Т 0610             |              |
| Житомирська область         |              |
| Житомирський район          |              |
| Любар                       | Н03Н02       |
| Малий Браталів              |              |
| Мотовилівка                 |              |
| Велика Волиця               |              |
| Березівка                   |              |
| Вінницька область           |              |
| Хмільницький район          |              |
| Лісогірка                   |              |
| Мар'янівка                  |              |
| Торчин                      |              |
| Великий Митник              | Р31          |
| Хмільник                    |              |
|                             | Т 0219       |
| Вінницький район            |              |
| Кожухів                     |              |
| Кусиківці                   |              |
|                             | E50М12       |
| Літинка                     |              |
| Багринівці                  |              |
| Хмельницька область         |              |
| Хмельницький район          |              |
| Степівка                    |              |
| Вінницька область           |              |
| Вінницький район            |              |
| Вінниківці                  |              |
| Хмельницька область         |              |
| Хмельницький район          |              |
| Клопотівці                  |              |
| Вінницька область           |              |
| Жмеринський район           |              |
| Горяни                      |              |
| Лука-Барська                | Т 0218Т 2310 |
| Васютинці                   |              |
| Іванівці                    |              |
| Котова                      |              |
| Бар                         | Т 0229       |
| Балки                       |              |
| Окладне                     |              |
| Стасюки                     |              |
| Журавлівка                  |              |
| Ялтушків                    | Т 2305       |
| Слобода-Гулівська           |              |
| Гулі                        | Т 0232       |
| Хмельницька область         |              |
| Кам'янець-Подільський район |              |
| Жабинці                     |              |
| Заміхів                     |              |
| Нова Ушиця                  | Т 2308Т 2315 |